# Motonobu Tako
Motonobu Tako (田光 仁重 Tako Motonobu?), född 22 april 1972 i Shizuoka prefektur, är en japansk före detta fotbollsspelare.
Tako började sin karriär 1995 i Fukuoka Blux (Avispa Fukuoka). Han avslutade karriären 1996.